# Набережная 62-й Армии
На́бережная 62-й А́рмии — центральная набережная Волгограда.
Состоит из двух террас — верхней и нижней. Верхняя примыкает к жилым районам, паркам, общественным зданиям, а нижняя предназначена для непосредственного контакта с водой.

## История

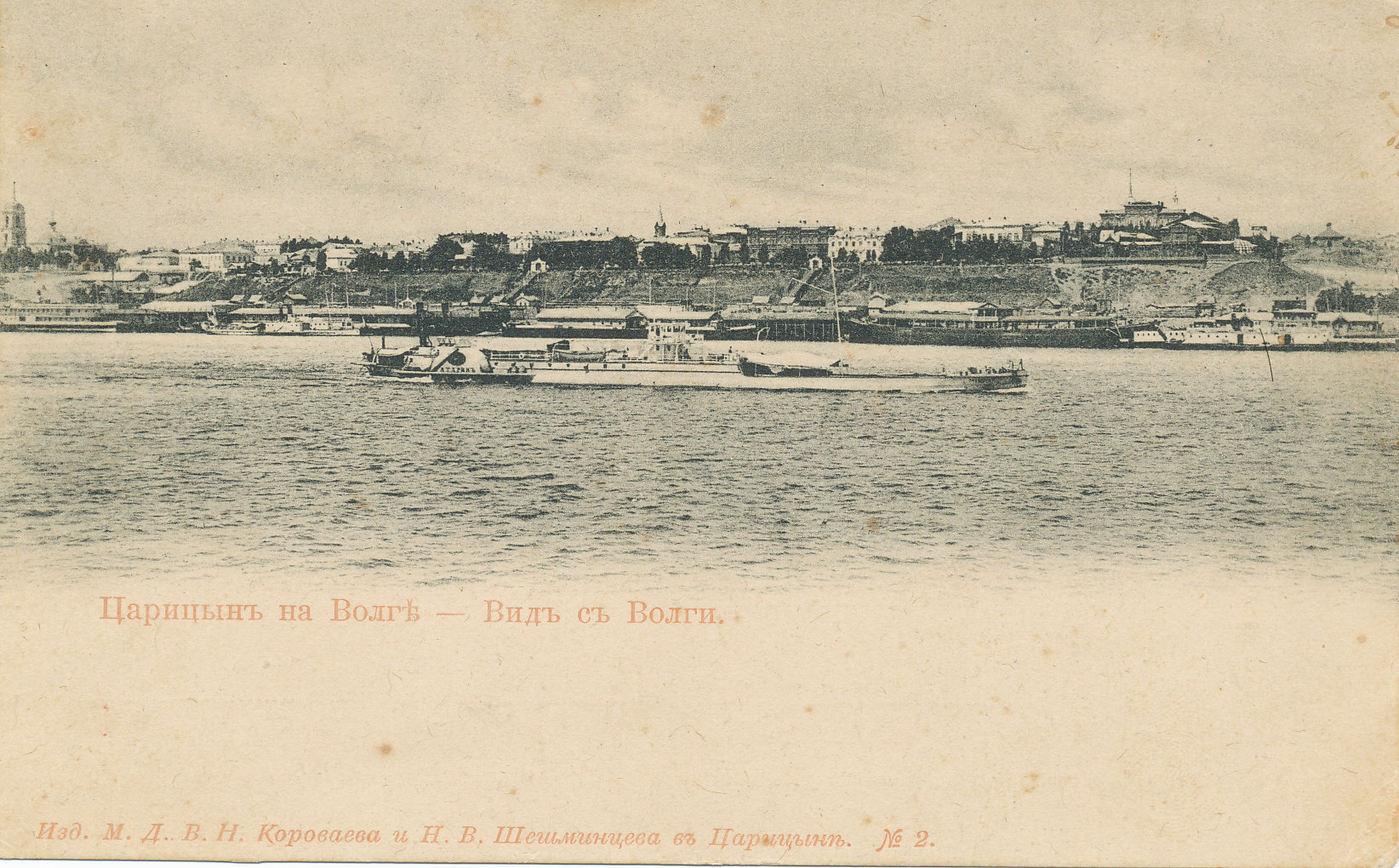
Вид на центральную часть Царицына с Волги. Дореволюционная открытка

В начале XIX века, когда на Волге стало развиваться паровое судоходство, вдоль берега появились причалы и складские помещения. Через Царицын проходили многочисленные торговые пути, но сама набережная оставалась неблагоустроенной.
В начале XX века стали предприниматься попытки благоустроить верхнюю террасу: высадили акации, сделали откосы, к пристаням установили деревянную лестницу. Но в 1913 году, в результате оползня всё это было уничтожено.
В 30-х годах набережная подверглась серьёзной реконструкции. Были разрушены три собора, были снесены пакгаузы, заасфальтирован сплошной проезд вдоль всего участка, озеленены откосы набережной. Отрезок набережной от реки Царицы до водокачки принял благоустроенный вид. Уже в 1935—1937 годах Сталинградская набережная стала считаться лучшей среди городов Поволжья.
В 1940 году на набережной был сооружён памятник Герою Советского Союза В. С. Хользунову.
Во время Сталинградской битвы к набережной доставлялись припасы с левого берега Волги и эвакуировались раненые и мирное население. Впоследствии набережную назвали в честь 62-й армии, защищавшей её.
В 1952 году разрушенную набережную отстроили заново по проекту народного архитектора СССР Василия Симбирцева (в соавторстве с И. Фиалко, Э. Богод, В. Макаренко), который считал, что «работы по реконструкции набережной составляют очень важную часть реконструкции города Сталинграда и создания его центра». Главным сооружением набережной стала центральная лестница, которая на верхней террасе оформлена симметричными восьмиколонными пропилеями.
В июле 2012 года, губернатор Волгоградской области Сергей Боженов выступил с идеей реконструкции набережной, которая была неоднозначно воспринята со стороны жителей.

## Достопримечательности

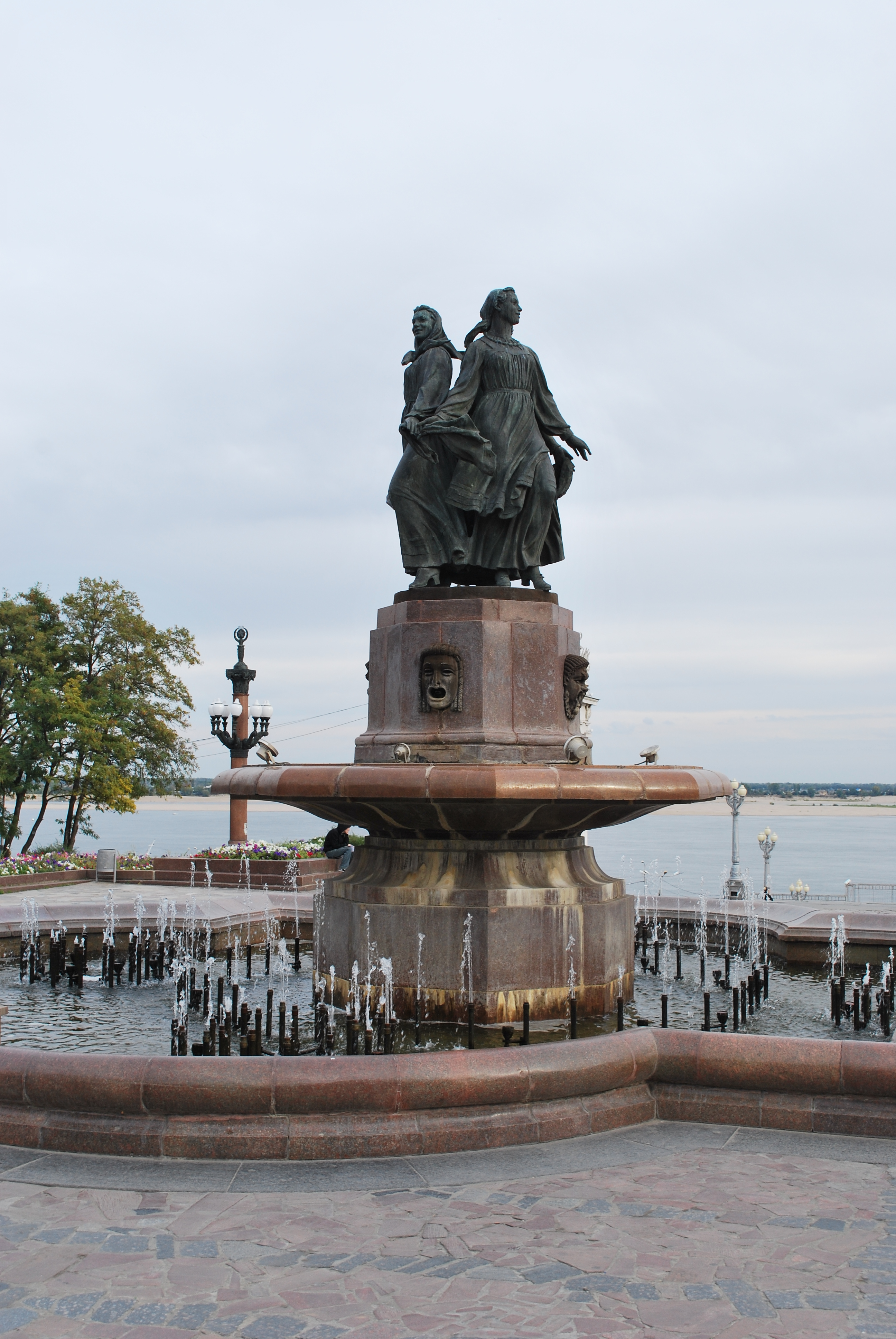
Фонтан «Искусство»

На центральной набережной расположены следующие достопримечательности в направлении с юга на север (в скобках — год постройки):
- Памятник морякам-речникам Волги — бронекатер «Гаситель»
- Речной вокзал — крупнейшее сооружение подобного типа в Европе. В 1985—1988 годах был крупнейшим по пассажирскому грузообороту портом на Волге. Длина здания — 296 метров, высота «шайбы» 47 метров. Зал ожидания рассчитан на 700 человек. Непосредственно к причалам вокзала одновременно могут пришвартовываться 6 теплоходов[5]. В здании речного вокзала расположен центральный концертный зал города и ряд коммерческих предприятий.
- Центральный концертный зал — располагается концертный орган «Ригер Клосс[англ.]» opus 3561 — крупнейший орган Поволжья. Построен в 1982 году в Чехии. Первый концерт на сцене ВЦКЗ состоялся 31 марта 1989 года. Инструмент обладает грандиозными творческими возможностями. 4 мануала, педальная клавиатура, 65 регистров, 4899 труб. Уникален своим местоположением возле реки, для безопасности и сохранности инструмента было применено оригинальное техническое решение фундамента[6].
- Храм Иоанна Предтечи, построенный на месте первой каменной церкви Царицына XVI в.

Памятник святым Петру и Февронии

- «Благословение» — Памятник святым Петру и Февронии (2012)
- Памятник репрессированному казачеству (2010)
- Здание первой женской гимназии, ныне Облстатуправление

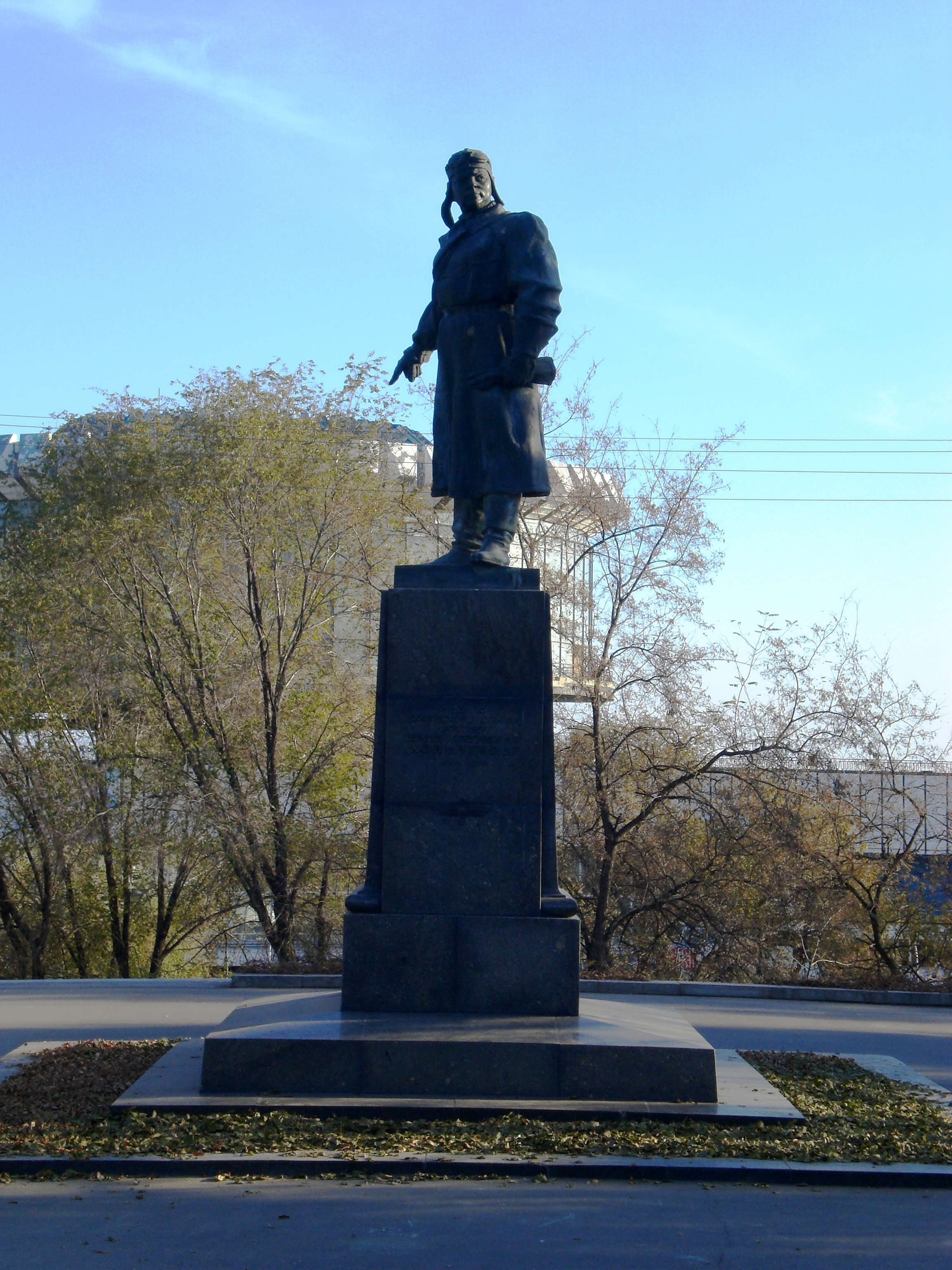
Памятник Виктору Степановичу Хользунову на набережной в Волгограде

- Ротонда, колоннада и террасы, восстановленные по дореволюционным проектам
- Памятник лётчику-герою Виктору Хользунову, воевавшему в Испании в 1936—1937 годах. Кроме этого памятника 1940 года, Сталинградскую битву пережило ещё 3 памятника: Гоголю (1910 — старейший памятник Волгограда) и Ерману (1925) в Комсомольском саду, Дзержинскому (1935) на площади Дзержинского.
- Памятник Петру Великому (1999)
- Центральная лестница с пропилеями (1952)
- Фонтан «Искусство» (1958)
- Музыкальный театр, бывшее Дворянское Общественное собрание
- Здание управления Водоканала, водокачка
- Музей-панорама «Сталинградская битва»
- Памятник «жертвам политических репрессий»
- Памятник Василию Чуйкову (1990); автор скульптурной композиции — сын полководца Александр Чуйков[7]
- Памятник, посвящённый заключенным 1937 годов, строителям канала Волго-Дон (2008)
- Памятник морякам-героям Волжской военной флотилии
- мост через Волгу (2009)
- Скульптура местному художнику Виктору Лосеву (2019), ставшему городской легендой после того, как в 1969 году из подвала, служившего ему мастерской, были вывезены и сожжены сотни его работ. По легенде, после этого художник стал писать в городской среде пейзажи и портреты, раздаривая их горожанам. С 2016 года в городе ежегодно проводится творческий фестиваль-пленэр «Извините, вы не видели Лосева?»[8].

- Несмотря на то, что изначально на набережной располагались три церкви, включая Успенскую и Свято-Троицкую, в настоящее время единственной является Иоанно-Предтеченская церковь, восстановленная в 2001 году[9].
- Из сохранившихся на набережной зданий XIX века единственным использующимся по назначению является здание водокачки[10].

## Галерея

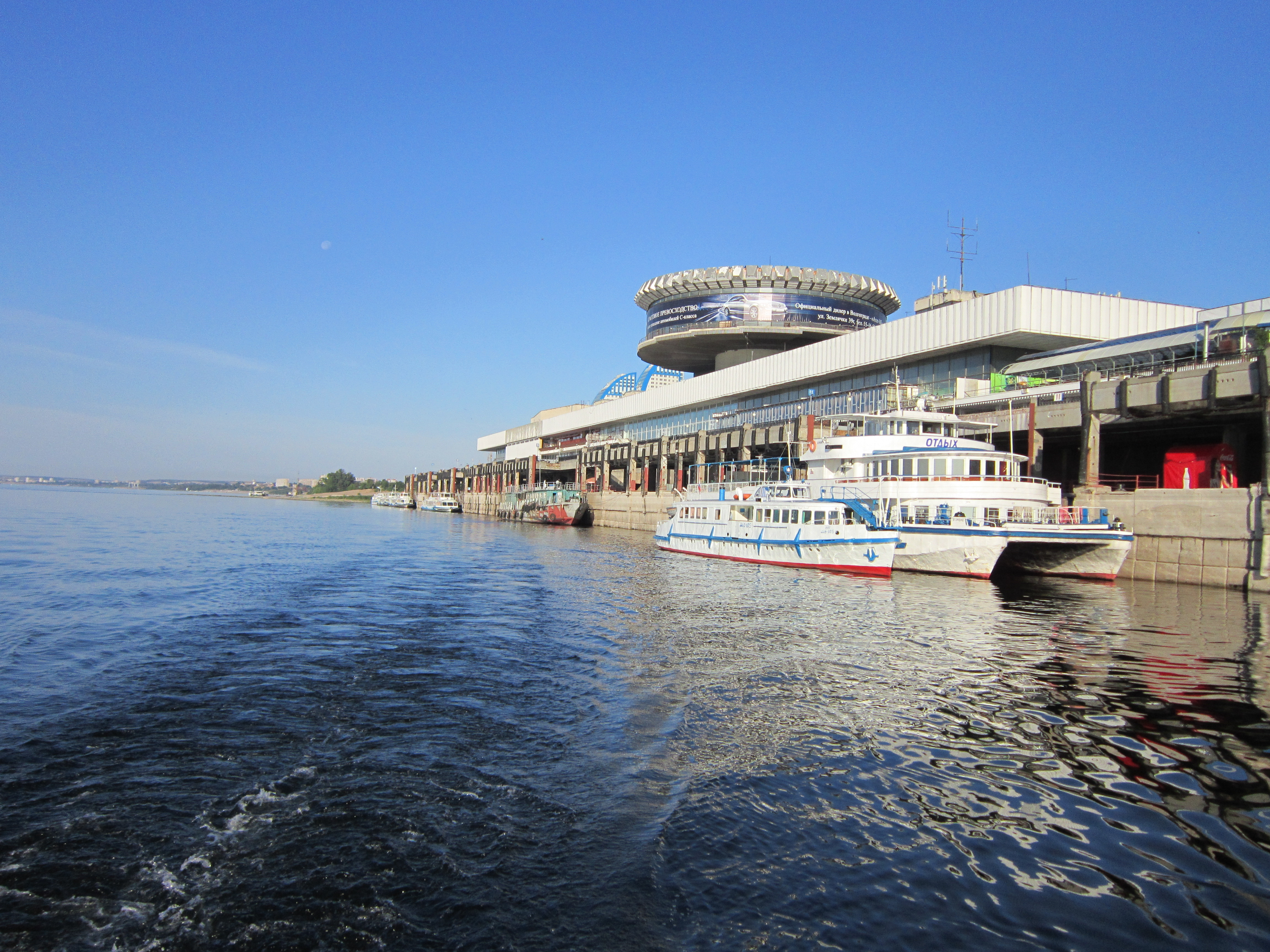
Вид на Волгоградский речпорт с плывущего теплохода